# Gekko paucituberculatus
Gekko paucituberculatus — вид ящірок родини геконових (Gekkonidae). Описаний у 2024 році.

## Назва
Видова назва paucituberculatus латиною означає «мало горбків» і вказує на те, що горбків у нього менше, ніж у інших геконів.

## Поширення
Ендемік Китаю. Відомий у типовому місцезнаходженні — повіт Тяньян в окрузі Байсе в провінції Гуансі на півдні країни (23°42′55″N, 106°59′14″E; 120 м над рівнем моря).

## Опис
Тіло між мордою та анальним отвором приблизно 86 мм (у самиці) і 77 мм (у самця). Горбки присутні лише вздовж дорсолатерального тулуба та відсутні в інших ділянках; пальці рук і ніг зі слабкою перетинкою; суцільні преклоакальні пори 12 у самця, відсутні у самки; один постклоакальний горбок з кожного боку; світла лінія хребта від потилиці до кінчика хвоста; спинка сірувато-бура, з 7-8 брудно-білими смугами між потилицею і крижами.